# Tomasz Loska
Tomasz Loska (Knurów, 26 gennaio 1996) è un calciatore polacco, portiere dello Śląsk Breslavia.

## Carriera

### Club
Ha esordito in Ekstraklasa il 15 luglio 2017 con la maglia del Górnik Zabrze in occasione dell'incontro vinto 3-1 contro il Legia Varsavia.

### Nazionale
Il 10 ottobre 2017 ha esordito con la nazionale Under-21 polacca disputando il match di qualificazione per gli Europei Under-21 2019 vinto 2-0 contro la Lituania.